# Capitan

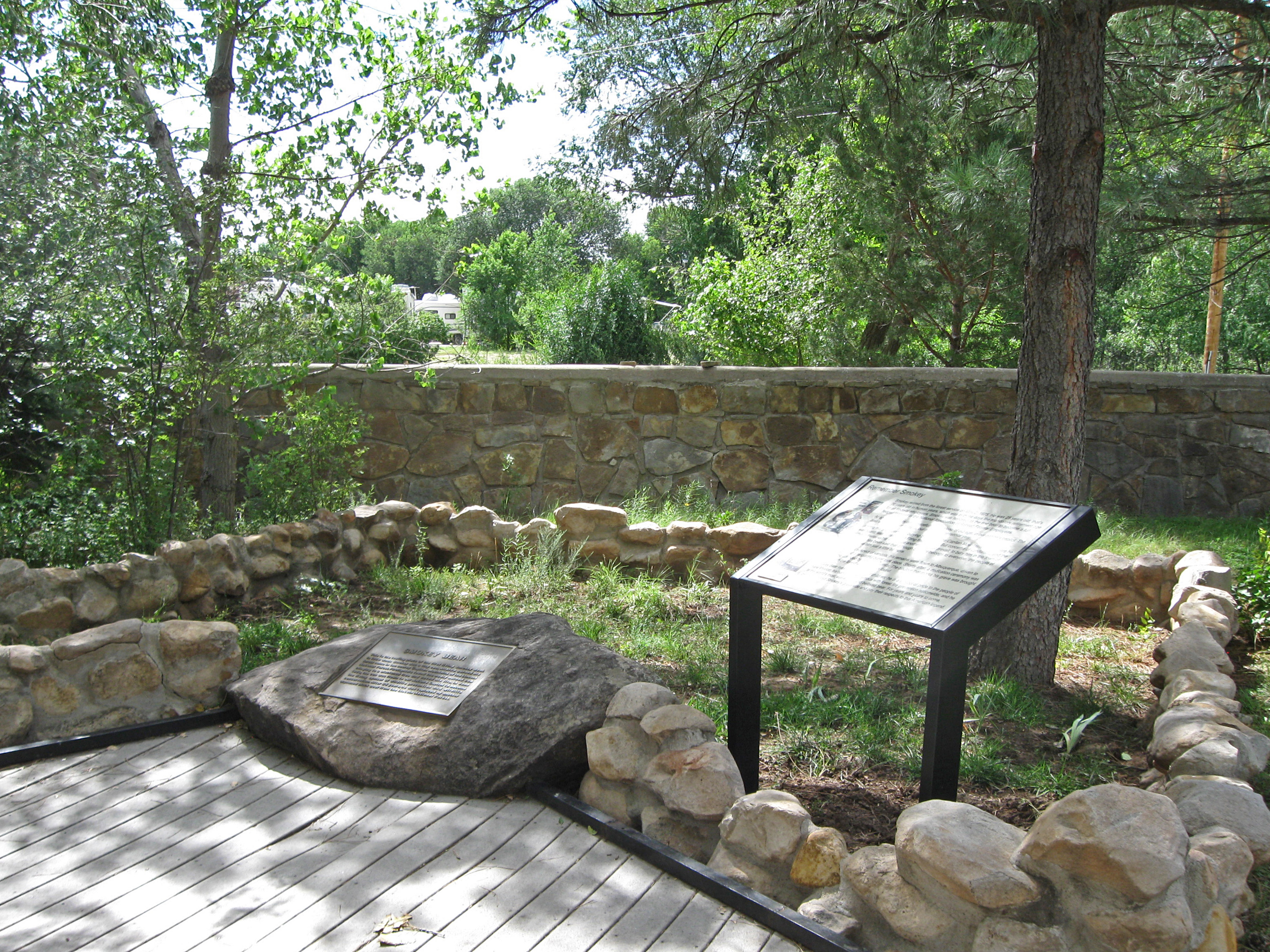
Smokey Bear Grav i byn Capitan, New Mexico

Capitan  är en by i Lincoln County, New Mexico, USA. 

## Den levande symbol förSmokey Bear
De levande symbol för Smokey Bear var en amerikansk svartbjörn som under våren 1950 fångades i the Capitan Gap fire, en skogsbrand som brände ner ungefär 69 km² (17 000 acres) i Capitan Mountains i New Mexico. Ungen befann sig i Lincoln National Forest. "Smokey" hade klättrat upp i ett träd för att slippa undan hettan men hans tassar och bakbenen hade bränts. Han räddades av en viltvårdare efter branden.
Till en början kallades han för Hotfoot Teddy (ungefär Hetfotade Teddy) men blev senare omdöpt till Smokey efter maskoten. En lokal ranchägare som hade hjälpt till med att bekämpa branden tog ungen med sig hem. Ungen behövde dock veterinärvård. New Mexico Department of Game and Fish-viltvårdaren Ray Bell tog honom till Santa Fe. Bells hustru Ruth och deras barn Don och Judy tog sedan hand om ungen. Historien nådde de nationella nyhetstjänsterna och Smokey blev omedelbart en kändis. Han och Bellsfamiljen var med i Life vilket befäste Smokeys stjärnstatus. Strax efter flögs Smokey i en Piper Cub till National Zoo i Washington, DC där han sedan bodde i 26 år. Efter hans död den 9 november 1976 togs Smokeys kvarlever tillbaka av myndigheterna i Capitan, New Mexico. Kvarleverna begravdes därefter i vad som nu är Smokey Bear Historical Park.